# ハンス・クラーサ

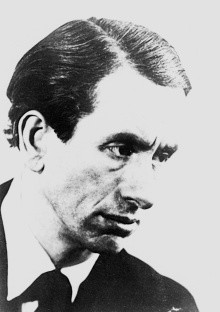
Hans Krása

ハンス・クラーサ（Hans Krása, 1899年11月30日 - 1944年10月17日）は、ボヘミアの作曲家、ホロコースト犠牲者。

## 生涯
プラハ出身。チェコ系の父親は弁護士で、母親はドイツ系であった。幼児期にピアノとヴァイオリンを学んで、プラハのドイツ音楽アカデミーで作曲を学ぶ。卒業後は、ドイツ国立歌劇場（現・プラハ国立歌劇場）の声楽コーチを勤め、同歌劇場の音楽監督ツェムリンスキーと出会って多大な影響を受ける。1927年にツェムリンスキーを追ってベルリンに移り、同地でアルベール・ルーセルに紹介される。ベルリン時代に度々フランスを訪れ、ルーセルの指導を仰いだ。フランスではラヴェルのサークルから支持されたと言われる。やがてプラハに戻り、プラハ国立歌劇場の声楽コーチ職に戻った。
作曲家としては、1920年に《クリスチャン・モルゲンシュテルンの詩による4つの管弦楽伴奏歌曲》によりデビュー、発表後まもなく幅広い称賛を勝ち得た。もう一つの大作は、1938年に教育省により主催された作曲コンテストのために書かれた、児童オペラ《ブルンジバル Brundibár 》である。台本はアリストパネスの戯曲に基づき、友人のアドルフ・ホフマイステル（de:Adolf Hoffmeister）によって作成された。
《ブルンジバル》の完成後、1942年8月10日にナチスにより拘束され、テレージエンシュタット強制収容所に送致される。《ブルンジバル》は所内で改訂された後、そこで55回の上演を見た。クラーサはテレジンに隔離された年代が最も実り豊かな時期であったが、苛酷な環境のためにいくつかの作品が失われた。
1944年10月にアウシュヴィッツ＝ビルケナウ強制収容所に送致され、若者ではないので強制労働に向かないとの口実から、ガス室で処刑された。